# Donkey Kong: Jungle Climber
Donkey Kong: Jungle Climber (ドンキーコング ジャングルクライマー?, Donkī Kongu Janguru Kuraimā), conosciuto in Nord America come DK: Jungle Climber, è un videogioco per Nintendo DS della serie Donkey Kong, il sequel di DK King of Swing.

## Trama
Donkey Kong è affamato: vede qualcosa che crede essere un'enorme banana sopra il picco Scosceso dell'Isola Splendente.
La raggiunge subito, per scoprire che si tratta in realtà di un'astronave. In preda alla delusione, la distrugge. Dai rottami esce un alieno, di nome Xananab, che gli rivela che l'astronave era in viaggio per cercare King K. Rool, suo acerrimo nemico. Xananab racconta di come King K. Rool abbia rubato agli alieni, sia un carico di preziosi Cristalli di Banana, che un "Dispositivo Dimensionale" in grado di teletrasportare in diverse dimensioni parallele. Donkey Kong parte quindi per fermare il rivale e i suoi scagnozzi, in un viaggio che lo condurrà attraverso le numerose dimensioni accessibili dal dispositivo.
King K. Roll scappa fino al pianeta Bananus, ove si svolge lo scontro finale. Qui assume dimensioni gigantesche, dove Donkey Kong, per salvare tutto l'universo, lo affronta per l'ultima volta.

## Livelli
DK Jungle Climber si divide in isole da 5 livelli ciascuna, più un isolotto, che rappresenta un sesto livello. Quest'ultimo è raggiungibile raccogliendo tutti e cinque i barattoli blu, situati in ciascun livello. 

### Isola Splendente
- A Lezione da Cranky
- Spiaggia Splendente
- Spiaggia Selvaggia
- Grotte Gelide
- Picco Scosceso
- Isolotto Splendente

### Isola Perduta
- Cime Tropicali
- Labirinto di Specchi
- Verso le Rovine
- Rovine Celate
- Mondo Balocco
- Isoletta perduta

### Isola Fantasma
- Selva Spettrale
- Orto Tranello
- Palude Vorticosa
- Mondo Balocco 2
- Fabbrica Terrore
- Isoletta Fantasma

### Isola Ghiaccio bollente
- Cascate Impetuose
- Pendio Nevoso
- Labirinto di specchi 2
- Vulcano focoso
- Base Kremlimng
- Isoletta ghiaccio bollente

### Isola Vertiginosa
- A tutto spazio
- Korazzata K.IV
- Isoletta vertiginosa

### Portale
- Labirinto di specchi 3
- Mondo Balocco 3
- Pianeta Bananus

## Nemici
Gli animali presenti nell'elenco sono da considerarsi tutti ostili: se Donkey Kong si avvicina ad uno di loro, perde una vita.
- Libellula: molto comune nel cielo.
- Topo: si trova sugli ampigli.
- Avvoltoio: vola nel cielo, meno comuni. Alcuni possono sparare sassi.
- Ape: comune nel cielo, possiede spine sul dorso. Donkey Kong la può colpire solo di fronte.
- Pipistrello: compaiono solo nelle caverne e sono maggiormente diffusi sull'Isola Fantasma.
- Cervo volante: come i topi, si trova sugli ampigli.
- Stella Marina: appare nella Palude vorticosa, si muove sui fondali ruotando.
- Pesce irto di spine: un pesce che si gonfia e sgonfia, appare nella Palude vorticosa.
- Piranha: presente in acqua, apre la bocca quando gli si avvicina.
- Fantasma: appare nel livello Selva Spettrale; quando Donkey Kong si avvicina muovendosi, lo spettro lo spaventa.
- Kremiling nel barile: un Kremling piccolo che appare dentro un barile, si appende agli ampigli e può diventare invisibile. Quando Donkey Kong gli si avvicina, non perde vite ma viene spostato.
- Kremling: appare in ogni livello finale; servono da boss. Alcuni compaiono anche in situazioni differenti, e se ne possono trovare anche sugli ampigli.

## Oggetti
- Monete Banana: il ritrovamento 5 di queste monete sbloccano un livello bonus appena completato il gioco.
- Monete DK: il ritrovamento di 5 di queste monete sbloccano un trucco.
- Dispositivi Dimensionali
- Lettere K,O,N,G: ae raccogli tutte le lettere ricevi una vita.
- Barili di benzina: Tutti i barili di un'isola vanno pagati ad un parente di Donkey per un passaggio nelle isolette
- Ali, torcia e martello: disponibili solo con Diddy.